# Wastafel

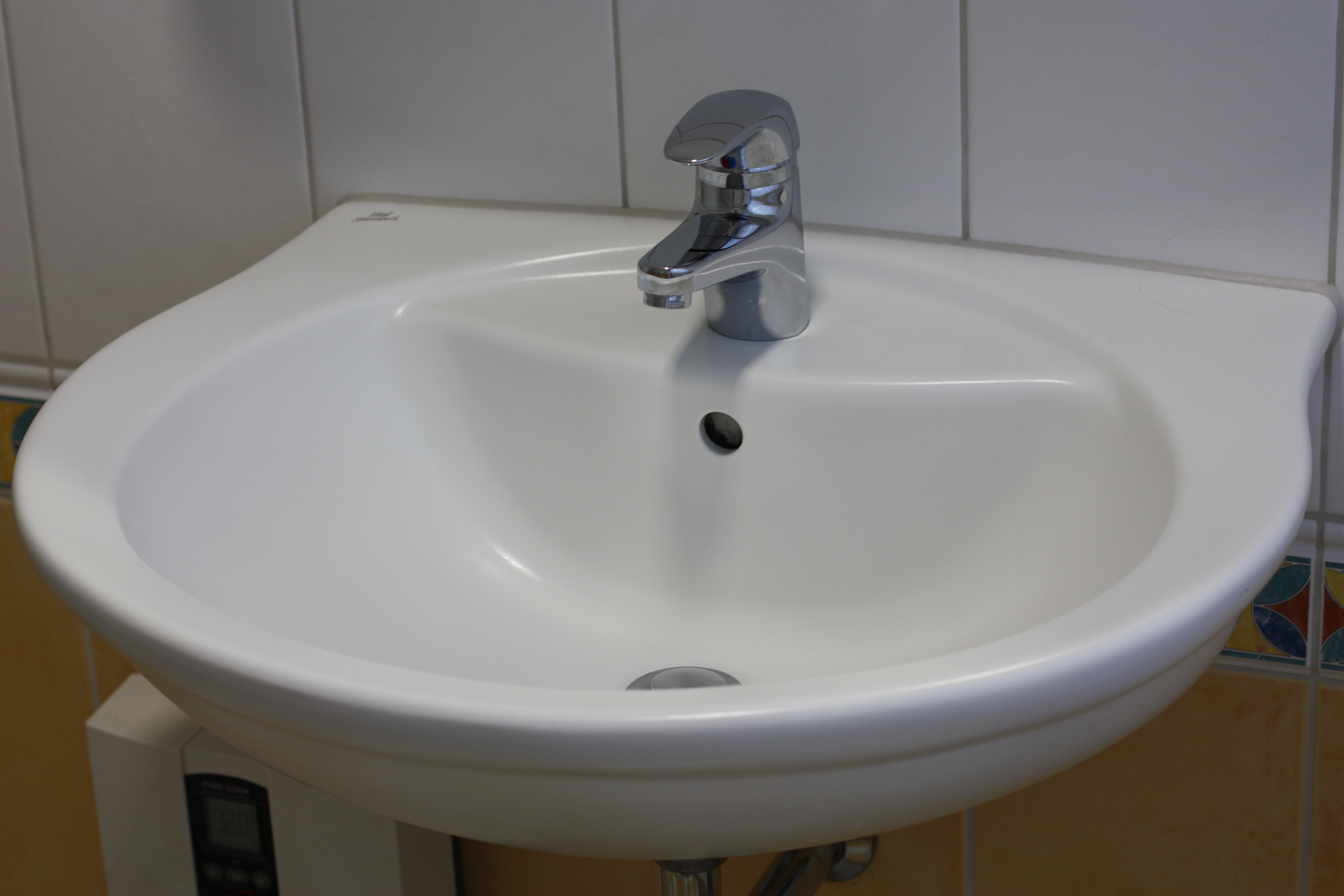
Een moderne wastafel

Een wastafel of wasbak, in België ook lavabo, is een bak of kom gemaakt van porselein, glas, metaal, natuursteen of kunststof, die is bedoeld om water in op te vangen. 

## Kenmerken
Op het laagste punt bevindt zich een opening waardoor het water via een zwanenhals naar het riool kan wegvloeien. Boven of op de rand de wastafel bevindt zich een kraan waaruit koud en vaak ook warm water kan worden getapt. De wastafel is meestal aan een muur bevestigd of staat op een kolom. Sommige wastafels maken onderdeel uit van een compleet badkamermeubel. Meestal hangt er aan de wand een spiegel boven. De wastafel wordt gebruikt om de handen te wassen, tanden te poetsen, een eenvoudig handwasje te doen, zich te scheren, zich op te maken, het haar te kammen en dergelijke.

## Constructie
Veel wastafels hebben een gat in het bovenste, horizontale gedeelte, dat bedoeld is om een kraan in te monteren. Vaak wordt er voor een mengkraan gekozen, die vroeger met vaste buizen, maar tegenwoordig met flexibele slangen op het koude en warme water wordt aangesloten. Bij sommige wordt de uitloop los van het kraanhuis gemonteerd, met name bij types voor muurmontage. Het afvoergat kan desgewenst met een stop worden afgesloten, zodat er water in de kom kan blijven staan. Dit kan zowel een losse rubberen stop zijn als een geïntegreerde voorziening, waarvan de bediening zich dan in of bij de kraan bevindt. Om overstroming te voorkomen, zijn wastafels voorzien van een overloopopening. Ook de zwanenhals is voorwerp van moderne ontwerpers geworden, aangezien deze meestal in het zicht is gemonteerd, maar sommige ontwerpen voorzien in een ondersteunende zuil die de zwanenhals juist aan het zicht onttrekt. Een trend van de 21e eeuw is dat er losse wasbakken (meestal van porselein) op een werkblad of meubel worden geplaatst.

## Toepassing

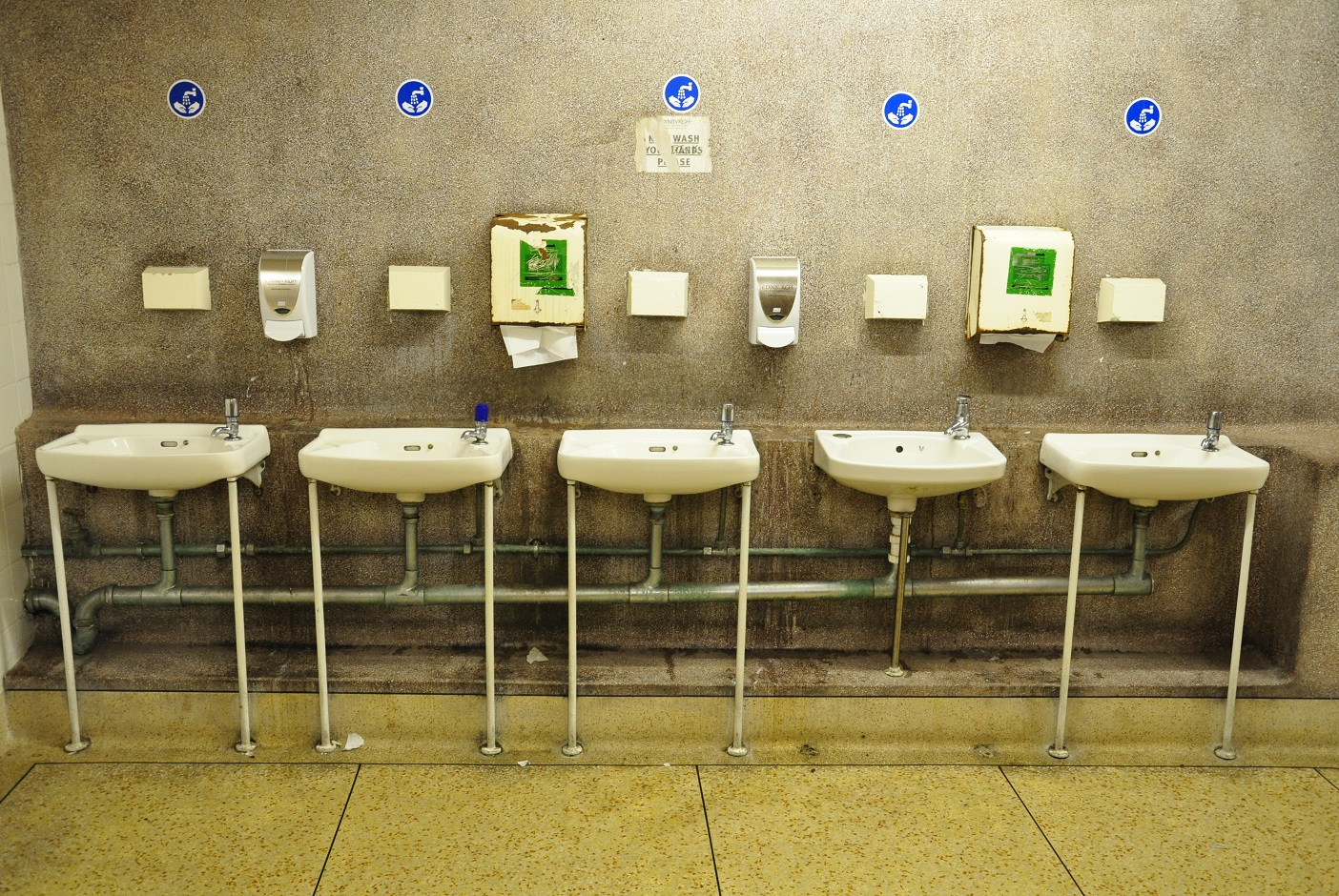
Wastafels in een openbaar toilet (in Edinburgh, Schotland)

De grotere wastafels worden toegepast in de doucheruimte, de badkamer, de slaapkamer en de gastenkamer, de kleinere in de garage of op het toilet. In deze gevallen levert de kraan meestal alleen koud water en spreekt men eerder van een fonteintje. Er bestaan ook dubbele wastafels. Voor mindervalidetoiletten zijn wastafels ontwikkeld die onderrijdbaar zijn en aan de voorkant enigszins hol zijn, zodat de gebruiker goed zijn toilet kan maken. Wastafelfabrikanten hebben deze wastafels vernoemd naar Paracelsus, een controversiële, maar vernieuwende arts in zijn tijd.